# Чистополье (Черноморский район)
Чистопо́лье (до 1948 года Ве́рхний Кульчу́к, ранее Кыр-Кулчу́к; укр. Чистопілля, крымскотат. Qır Qulçuq, Къыр Къулчукъ) — исчезнувшее село в Черноморском районе Республики Крым, располагавшееся на юго-востоке района, в степной части Крыма, в вершине балки Шепшинная (правый приток балки Чаратай), примерно в 3,5 километрах северо-западнее современного села Громово.

## История
Идентифицировать Кыр-Кулчук среди, зачастую сильно искажённых, названий деревень в Камеральном Описании Крыма… 1784 года пока не удалось, возможно, это Казычикерас Тарханского кадылыка Козловского каймаканства. После присоединения Крыма к России (8) 19 апреля 1783 года, (8) 19 февраля 1784 года, именным указом Екатерины II сенату, на территории бывшего Крымского ханства была образована Таврическая область и деревня была приписана к Евпаторийскому уезду. После павловских реформ, с 1796 по 1802 год входила в Акмечетский уезд Новороссийской губернии. В 1789 году земли деревни переходят во владение действительному тайному советнику Василию Степановичу Попову под названием Тархан-Сарыгольской дачи. По новому административному делению, после создания 8 (20) октября 1802 года Таврической губернии, Кир-Кульчук был включён в состав Яшпетской волости Евпаторийского уезда.
По Ведомости о волостях и селениях, в Евпаторийском уезде… от 19 апреля 1806 года, в деревне Кир-Кульчук числилось 6 дворов и 52 жителя крымских татар. На военно-топографической карте генерал-майора Мухина 1817 года деревня Кир голчик обозначена с 13 дворами. После реформы волостного деления 1829 года Кир Кульчук, согласно «Ведомости о казённых волостях Таврической губернии 1829 года» остался в составе Яшпекской волости Затем, видимо, вследствие эмиграции крымских татар в Турцию, деревня опустела и была заселена Поповым государственными крестьянами, в основном с Украины. На карте 1836 года в деревне 2 двора, а на карте 1842 года Кыр-Кульчук обозначен условным знаком «малая деревня», то есть, менее 5 дворов.
В 1860-х годах, после земской реформы Александра II, деревню приписали к Курман-Аджинской волости. В «Списке населённых мест Таврической губернии по сведениям 1864 года», составленном по результатам VIII ревизии 1864 года, Кыр-Кульчук — владельческая русская деревня, с 10 дворами и 82 жителями при колодцах. На трехверстовой карте 1865—1876 года — уже хутор Кыр-Кульчук с 1 двором. Видимо, вскоре поселение вновь пустеет, поскольку, в отчёте Таврической Ученой Архивной Комиссии 1890 года упоминается, как разорённая и в дальнейшем, до середины XX века, в доступных источниках не встречается.
Возрождено, как Верхний Кульчук, в 1930-х годах в составе Ак-Мечетского района, отмечен, под этим названием, на двухкилометровке РККА 1942 года. С 25 июня 1946 года Верхний Кульчук в составе Крымской области РСФСР. Указом Президиума Верховного Совета РСФСР от 18 мая 1948 года, Верхний Кульчук переименовали в Чистополье. 26 апреля 1954 года Крымская область была передана из состава РСФСР в состав УССР. Ликвидировано до 1960 года, поскольку в «Справочнике административно-территориального деления Крымской области на 15 июня 1960 года» селение уже не значилось (согласно справочнику «Крымская область. Административно-территориальное деление на 1 января 1968 года» — в период с 1954 по 1968 годы, как село впоследствии упразднённого, Красносельского сельсовета).